# Chal

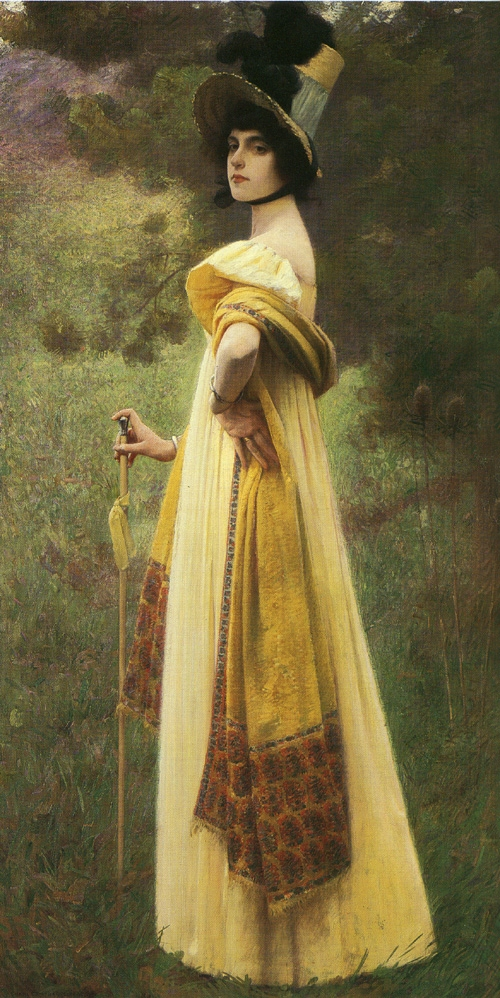
Dama con chal (Charles Sprague Pierce, 1900), el chal o echarpe es la alargada pieza de tejido (en este caso colores castaños y marrones) que "cae" desde el cuello y los hombros (en el caso de la modelo se ha dejado sensualmente y como "casual" deslizar el largo chal bajo los hombros dejando descubierta la parte alta de la espalda y hombros).

Un chal (del persa شال shâl, derivado a su vez del sánscrito शाट śāṭa /shaati/ o /shaadi/) es una prenda de vestir principalmente femenina más larga que ancha y que se echa sobre los hombros. Se trata de un complemento que se coloca sobre los hombros y parcialmente los brazos. Se utiliza como prenda de abrigo y como elemento de adorno. Su origen se remonta al menos hasta la antigua Asiria (siglo XIX a. C.), desde donde se difundió por Oriente Medio, Indostán, etc. En occidente, su uso se remonta al siglo XVIII, cuando los soldados de los imperios coloniales británico y francés lo trajeron de las Indias Orientales. En el siglo XIX fue muy popular el modelo adornado con motivos de diseño cachemir y aún hoy se lleva tanto como prenda doméstica como para acudir a fiestas y eventos.
Además de un elemento de abrigo, el chal se considera en occidente una prenda elegante y seductora. Apropiada tanto para invierno como para verano, se puede llevar cubriendo los hombros o deslizarlo por ellos para mostrar la parte superior de la espalda. Si el chal es muy ancho se aconseja doblarlo por la mitad y llevarlo holgado ahuecándolo en la espalda. Puede anudarse al frente o rodear los brazos y anudarse a la espalda. También se puede pasar un extremo alrededor del cuello y echarlo hacia atrás como si fuera un foulard. Lo importante es llevarlo con gracia y con estilo.
El chal se fabrica en gran variedad de formatos, colores y tejidos (seda, lanas  [incluyendo al casimir ], encaje, etc.) adornándose a menudo con flecos. 

## Enlaces
- Wikimedia Commons alberga una categoría multimedia sobre Chal.

- Datos: Q3354532
- Multimedia: Shawls / Q3354532